# 스타드 피에르 드 쿠베르탱 (칸)
스타드 피에르 드 쿠베르탱(프랑스어: Stade Pierre de Coubertin)는 프랑스 칸에 있는 다목적 경기장이다.